# Ekstraklasa w piłce nożnej (2015/2016)/Wyniki spotkań fazy finałowej

## Zestawienie wszystkich rozegranych meczów
Kliknięcie na wynik powoduje przejście do opisu danego spotkania.
Stan po zakończeniu fazy finałowej.
|                | LEG | PIA | POG | ZLU | CRA | LPO | LGD | RCH |
| -------------- | --- | --- | --- | --- | --- | --- | --- | --- |
| Legia Warszawa | –   | 4:0 | 3:0 |     | 4:0 | 1:0 |     |     |
| Piast Gliwice  |     | –   | 2:1 | 0:1 | 1:1 |     | 3:0 |     |
| Pogoń Szczecin |     |     | –   | 1:3 | 3:2 | 1:0 |     | 1:1 |
| Zagłębie Lubin | 2:0 |     |     | –   |     | 3:0 | 1:2 | 4:1 |
| Cracovia       |     |     |     | 1:0 | –   | 2:0 | 2:0 |     |
| Lech Poznań    |     | 2:2 |     |     |     | –   | 0:0 | 3:0 |
| Lechia Gdańsk  | 2:0 |     | 2:0 |     |     |     | –   | 2:1 |
| Ruch Chorzów   | 0:0 | 0:3 |     |     | 0:1 |     |     | –   |

|                              | POD | KOR | WKR | JAG | ŚLĄ | TBB | GKŁ | GZA |
| ---------------------------- | --- | --- | --- | --- | --- | --- | --- | --- |
| Podbeskidzie Bielsko-Biała   | –   | 1:1 | 3:4 |     | 1:2 | 0:1 |     |     |
| Korona Kielce                |     | –   | 3:2 | 1:3 | 1:1 |     | 1:1 |     |
| Wisła Kraków                 |     |     | –   | 1:0 | 1:1 | 2:2 |     | 3:1 |
| Jagiellonia Białystok        | 3:2 |     |     | –   |     | 0:1 | 2:0 | 0:0 |
| Śląsk Wrocław                |     |     |     | 3:1 | –   | 2:1 | 3:2 |     |
| Termalica Bruk-Bet Nieciecza |     | 0:0 |     |     |     | –   | 0:2 | 1:1 |
| Górnik Łęczna                | 5:1 |     | 0:3 |     |     |     | –   | 0:0 |
| Górnik Zabrze                | 1:0 | 0:0 |     |     | 2:1 |     |     | –   |

Drużyna gospodarzy jest wymieniona po lewej stronie tabeli.

Kolory: Niebieski = wygrana gospodarzy; Biały = remis; Czerwony = zwycięstwo gości.

## Runda finałowa (15 kwietnia – 15 maja)

### 31. kolejka (15 kwietnia – 17 kwietnia)

#### Grupa A
| 15 kwietnia 2016 | Pogoń Szczecin    | 1:1   | Ruch Chorzów  |                                                                                               |
| 18:00            | Raf. Murawski 59' | (0:1) | 24' Stępiński | Stadion Miejski im. Floriana Krygiera, Szczecin Widzów: 4568 Sędzia: Szymon Marciniak (Płock) |
| 18:00            | Rudol 70'         | (0:1) |               | Stadion Miejski im. Floriana Krygiera, Szczecin Widzów: 4568 Sędzia: Szymon Marciniak (Płock) |

| 15 kwietnia 2016 | Legia Warszawa                                                                     | 1:0   | Lech Poznań              |                                                                                        |
| 20:30            | Prijović 62'                                                                       | (0:0) |                          | Stadion Wojska Polskiego, Warszawa Widzów: 28 286 Sędzia: Daniel Stefański (Bydgoszcz) |
| 20:30            | Kucharczyk 61' · Borysiuk 66' · Guilherme 79' · Lewczuk 90' · A. Jędrzejczyk 90+4' | (0:0) | 57' Trałka · 90' Jóźwiak | Stadion Wojska Polskiego, Warszawa Widzów: 28 286 Sędzia: Daniel Stefański (Bydgoszcz) |

| 16 kwietnia 2016 | Zagłębie Lubin                  | 1:2   | Lechia Gdańsk              |                                                                     |
| 18:00            | Janoszka 59'                    | (0:0) | 29' Kuświk · 69' F. Paixão | Stadion Zagłębia, Lubin Widzów: 6469 Sędzia: Tomasz Musiał (Kraków) |
| 18:00            | Janoszka 64' · Todorovski 90+3' | (0:0) | 33' Janicki                | Stadion Zagłębia, Lubin Widzów: 6469 Sędzia: Tomasz Musiał (Kraków) |

| 16 kwietnia 2016 | Piast Gliwice           | 1:1   | Cracovia                                  |                                                                           |
| 20:30            | Mak 42'                 | (1:0) | 90' Čovilo                                | Stadion Miejski, Gliwice Widzów: 5644 Sędzia: Paweł Raczkowski (Warszawa) |
| 20:30            | Szeliga 69' · Badía 89' | (1:0) | 10' Kapustka · 33' Budziński · 55' Čovilo | Stadion Miejski, Gliwice Widzów: 5644 Sędzia: Paweł Raczkowski (Warszawa) |

#### Grupa B
| 16 kwietnia 2016 | Korona Kielce                             | 1:1   | Śląsk Wrocław  |                                                                         |
| 15:30            | Cabrera 52'                               | (0:0) | 65' Celeban    | Kolporter Arena, Kielce Widzów: 6251 Sędzia: Bartosz Frankowski (Toruń) |
| 15:30            | Pilipczuk 57' · Jovanović 68' · Zając 80' | (0:0) | 26', 47' Kiełb | Kolporter Arena, Kielce Widzów: 6251 Sędzia: Bartosz Frankowski (Toruń) |

| 17 kwietnia 2016 | Jagiellonia Białystok              | 2:0   | Górnik Łęczna            |                                                                              |
| 15:30            | Tomasik 19' (k.) · Vassiljev 45+2' | (2:0) |                          | Stadion Miejski, Białystok Widzów: 8123 Sędzia: Jarosław Przybył (Kluczbork) |
| 15:30            | Mackiewicz 37'                     | (2:0) | 52' Jakubik · 81' Bielák | Stadion Miejski, Białystok Widzów: 8123 Sędzia: Jarosław Przybył (Kluczbork) |

| 17 kwietnia 2016 | Podbeskidzie Bielsko-Biała | 0:1   | Termalica Bruk-Bet Nieciecza |                                                                                 |
| 15:30            |                            | (0:0) | 60' Kupczak                  | Stadion Miejski, Bielsko-Biała Widzów: 4799 Sędzia: Krzysztof Jakubik (Siedlce) |
| 15:30            | Tarnowski 68' · Demjan 72' | (0:0) | 86' Ziajka                   | Stadion Miejski, Bielsko-Biała Widzów: 4799 Sędzia: Krzysztof Jakubik (Siedlce) |

| 17 kwietnia 2016 | Wisła Kraków                           | 3:1   | Górnik Zabrze |                                                                                                  |
| 18:00            | Małecki 6' · Wolski 46' · Ondrášek 80' | (2:1) | 28' Gergel    | Stadion Miejski im. Henryka Reymana, Kraków Widzów: 10 471 Sędzia: Tomasz Kwiatkowski (Warszawa) |
| 18:00            | 40' Kopacz · 60' Ćerimagić             | (2:1) |               | Stadion Miejski im. Henryka Reymana, Kraków Widzów: 10 471 Sędzia: Tomasz Kwiatkowski (Warszawa) |

### 32. kolejka (19 kwietnia – 20 kwietnia)

#### Grupa A
| 19 kwietnia 2016 | Cracovia           | 1:0   | Zagłębie Lubin | |
| 18:00            | Cetnarski 62' (k.) | (0:0) |                | Stadion Cracovii im. Józefa Piłsudskiego, Kraków Widzów: 6708 Sędzia: Daniel Stefański (Bydgoszcz) |
| 18:00            | Jaroszyński 85'    | (0:0) | 60' Rakowski   | Stadion Cracovii im. Józefa Piłsudskiego, Kraków Widzów: 6708 Sędzia: Daniel Stefański (Bydgoszcz) |

| 19 kwietnia 2016 | Lech Poznań                           | 2:2   | Piast Gliwice        |                                     |
| 18:00            | Linetty 6' · Bille Nielsen 38'        | (2:0) | 51' Živec · 61' Mráz | INEA Stadion, Poznań Widzów: 10 289 |
| 18:00            | Tetteh 35' · Kádár 75' · Arajuuri 84' | (2:0) | 69' Vacek            | INEA Stadion, Poznań Widzów: 10 289 |

| 19 kwietnia 2016 | Lechia Gdańsk              | 2:0   | Pogoń Szczecin |                                                            |
| 20:30            | Krasić 9' · Wojtkowiak 66' | (1:0) |                | PGE Arena Gdańsk Widzów: 10 181 Sędzia: Paweł Gil (Lublin) |
| 20:30            | Maloča 79'                 | (1:0) | 62' Zwoliński  | PGE Arena Gdańsk Widzów: 10 181 Sędzia: Paweł Gil (Lublin) |

| 19 kwietnia 2016 | Ruch Chorzów  | 0:0            | Legia Warszawa |                                                                       |
| 20:30            |               |                |                | Stadion Ruchu, Chorzów Widzów: 7950 Sędzia: Sebastian Krasny (Kraków) |
| 20:30            | Grodzicki 29' | 45+1' Borysiuk |                | Stadion Ruchu, Chorzów Widzów: 7950 Sędzia: Sebastian Krasny (Kraków) |

#### Grupa B
| 20 kwietnia 2016 | Górnik Łęczna             | 0:3   | Wisła Kraków                                                  |                                                                    |
| 18:00            |                           | (0:0) | 68' (k.) Popovič · 75' (sam.) Bogusławski · 90' (k.) Ondrášek | Stadion Górnika, Łęczna Widzów: 3632 Sędzia: Tomasz Wajda (Żywiec) |
| 18:00            | Nikitović 72' · Sasin 85' | (0:0) | 90' Popovič                                                   | Stadion Górnika, Łęczna Widzów: 3632 Sędzia: Tomasz Wajda (Żywiec) |

| 20 kwietnia 2016 | Termalica Bruk-Bet Nieciecza        | 0:0 | Korona Kielce |                                                                                    |
| 18:00            |                                     |     |               | Stadion Nieciecza KS, Nieciecza Widzów: 2331 Sędzia: Tomasz Kwiatkowski (Warszawa) |
| 18:00            | 42' Elhadji Pape Diaw · 74' Fertovs |     |               | Stadion Nieciecza KS, Nieciecza Widzów: 2331 Sędzia: Tomasz Kwiatkowski (Warszawa) |

| 20 kwietnia 2016 | Górnik Zabrze  | 1:0   | Podbeskidzie Bielsko-Biała |                                                                                      |
| 20:30            | Mójta 33'      | (1:0) |                            | Stadion im. Ernesta Pohla, Zabrze Widzów: 7968 Sędzia: Mariusz Złotek (Stalowa Wola) |
| 20:30            | Przybylski 86' | (1:0) | 48' Kowalski · 74' Chmiel  | Stadion im. Ernesta Pohla, Zabrze Widzów: 7968 Sędzia: Mariusz Złotek (Stalowa Wola) |

| 20 kwietnia 2016 | Śląsk Wrocław                           | 3:1   | Jagiellonia Białystok |                                                                   |
| 20:30            | Mervó 14', 35' · Morioka 71'            | (2:1) | 20' Vassiljev         | Stadion Miejski, Wrocław Widzów: 6504 Sędzia: Piotr Lasyk (Bytom) |
| 20:30            | 51' Tomasik · 82' Tomelin · 84' Burliga | (2:1) |                       | Stadion Miejski, Wrocław Widzów: 6504 Sędzia: Piotr Lasyk (Bytom) |

### 33. kolejka (22 kwietnia – 25 kwietnia)

#### Grupa A
| 22 kwietnia 2016 | Zagłębie Lubin                                    | 4:1   | Ruch Chorzów |                                                                          |
| 18:00            | Piątek 38', 72' · Woźniak 50' · Oleksy 55' (sam.) | (1:1) | 29' Koj      | Stadion Zagłębia, Lubin Widzów: 5429 Sędzia: Paweł Raczkowski (Warszawa) |
| 18:00            | Polaček 71' · Papadopulos 90'                     | (1:1) | 62' Lipski   | Stadion Zagłębia, Lubin Widzów: 5429 Sędzia: Paweł Raczkowski (Warszawa) |

| 22 kwietnia 2016 | Legia Warszawa                                              | 4:0   | Cracovia                 |                                                                                        |
| 20:30            | Prijović 6' · Kucharczyk 25' · Nikolić 32' · Hämäläinen 77' | (3:0) |                          | Stadion Wojska Polskiego, Warszawa Widzów: 24 061 Sędzia: Jarosław Przybył (Kluczbork) |
| 20:30            | Jodłowiec 83'                                               | (3:0) | 29' Kapustka · 38' Deleu | Stadion Wojska Polskiego, Warszawa Widzów: 24 061 Sędzia: Jarosław Przybył (Kluczbork) |

| 23 kwietnia 2016 | Pogoń Szczecin                                   | 1:0   | Lech Poznań                                    |                                                                                                   |
| 20:30            | Zwoliński 59'                                    | (0:0) |                                                | Stadion Miejski im. Floriana Krygiera, Szczecin Widzów: 7754 Sędzia: Daniel Stefański (Bydgoszcz) |
| 20:30            | R. Murawski 27' · Frączczak 57' · Czerwiński 81' | (0:0) | 27' Kádár · 90+2' Ceesay · 90+4' Sz. Pawłowski | Stadion Miejski im. Floriana Krygiera, Szczecin Widzów: 7754 Sędzia: Daniel Stefański (Bydgoszcz) |

| 24 kwietnia 2016 | Piast Gliwice                                | 3:0   | Lechia Gdańsk    |                                                                           |
| 18:00            | Korun 32' · Ma. Mak 81' (k.) · Barisić 90+1' | (1:0) |                  | Stadion Miejski, Gliwice Widzów: 6407 Sędzia: Krzysztof Jakubik (Siedlce) |
| 18:00            | Nešpor 60' · Bukata 69'                      | (1:0) | 45+1' Wojtkowiak | Stadion Miejski, Gliwice Widzów: 6407 Sędzia: Krzysztof Jakubik (Siedlce) |

#### Grupa B
| 23 kwietnia 2016 | Korona Kielce | 1:1   | Górnik Łęczna              |                                                                       |
| 15:30            | Cabrera 22'   | (1:0) | 78' (k.) Śpiączka          | Kolporter Arena, Kielce Widzów: 4503 Sędzia: Szymon Marciniak (Płock) |
| 15:30            | Diaw 77'      | (1:0) | 21' Sasin · 90+1' Bednarek | Kolporter Arena, Kielce Widzów: 4503 Sędzia: Szymon Marciniak (Płock) |

| 23 kwietnia 2016 | Podbeskidzie Bielsko-Biała   | 1:2   | Śląsk Wrocław             |                                                                                |
| 18:00            | Mójta 67' (k.)               | (0:1) | 30' Mervó · 49' Morioka   | Stadion Miejski, Bielsko-Biała Widzów: 5783 Sędzia: Bartosz Frankowski (Toruń) |
| 18:00            | Sokołowski 83' · Sloboda 85' | (0:1) | 9' Zieliński · 69' Hołota | Stadion Miejski, Bielsko-Biała Widzów: 5783 Sędzia: Bartosz Frankowski (Toruń) |

| 24 kwietnia 2016 | Jagiellonia Białystok | 0:0 | Górnik Zabrze |                                                                        |
| 15:30            |                       |     |               | Stadion Miejski, Białystok Widzów: 8573 Sędzia: Tomasz Musiał (Kraków) |
| 15:30            | 75' Matuszek          |     |               | Stadion Miejski, Białystok Widzów: 8573 Sędzia: Tomasz Musiał (Kraków) |

| 25 kwietnia 2016 | Wisła Kraków                                                    | 2:2   | Termalica Bruk-Bet Nieciecza  |                                                                                     |
| 18:00            | Popovič 57' (k.) · Guerrier 90+1'                               | (0:0) | 70' Kędziora · 90+3' S. Nowak | Stadion Miejski im. Henryka Reymana, Kraków Widzów: 9274 Sędzia: Paweł Gil (Lublin) |
| 18:00            | Popovič 33' · Jović 38' · Sadlok 63' · Wolski 69' · Małecki 82' | (0:0) | 85' Plizga                    | Stadion Miejski im. Henryka Reymana, Kraków Widzów: 9274 Sędzia: Paweł Gil (Lublin) |

### 34. kolejka (28 kwietnia – 1 maja)

#### Grupa A
| 28 kwietnia 2016 | Lech Poznań             | 0:0          | Lechia Gdańsk |                                                                          |
| 18:00            |                         |              |               | INEA Stadion, Poznań Widzów: 10 770 Sędzia: Jarosław Przybył (Kluczbork) |
| 18:00            | Volkov 50' · Tetteh 53' | 72' Haraslín |               | INEA Stadion, Poznań Widzów: 10 770 Sędzia: Jarosław Przybył (Kluczbork) |

| 28 kwietnia 2016 | Zagłębie Lubin         | 2:0   | Legia Warszawa                                           |                                                                         |
| 18:00            | Tosik 12' · Piątek 12' | (2:0) |                                                          | Stadion Zagłębia, Lubin Widzów: 9015 Sędzia: Bartosz Frankowski (Toruń) |
| 18:00            | Tosik 55'              | (2:0) | 28' Duda · 55' Kucharczyk · 79' Borysiuk · 90+4' Hloušek | Stadion Zagłębia, Lubin Widzów: 9015 Sędzia: Bartosz Frankowski (Toruń) |

| 29 kwietnia 2016 | Ruch Chorzów | 0:1   | Cracovia                                                  |                                                                           |
| 20:30            |              | (0:1) | 4' Čovilo                                                 | Stadion Ruchu, Chorzów Widzów: 6971 Sędzia: Tomasz Kwiatkowski (Warszawa) |
| 20:30            | Cichocki 77' | (0:1) | 33' Čovilo · 47' Wołąkiewicz · 68' Wójcicki · 82' Polczak | Stadion Ruchu, Chorzów Widzów: 6971 Sędzia: Tomasz Kwiatkowski (Warszawa) |

| 1 maja 2016 | Piast Gliwice          | 2:1   | Pogoń Szczecin  |                                                                         |
| 18:00       | Živec 10' · Nešpor 35' | (2:1) | 15' Dwaliszwili | Stadion Miejski, Gliwice Widzów: 8169 Sędzia: Sebastian Krasny (Kraków) |
| 18:00       | Mráz 57'               | (2:1) | 24' Fojut       | Stadion Miejski, Gliwice Widzów: 8169 Sędzia: Sebastian Krasny (Kraków) |

#### Grupa B
| 29 kwietnia 2016 | Górnik Zabrze                                            | 2:1   | Śląsk Wrocław |                                                                             |
| 18:00            | Ćerimagić 16' · Steblecki 90+2'                          | (1:0) | 84' Biliński  | Stadion im. Ernesta Pohla, Zabrze Widzów: 13 576 Sędzia: Paweł Gil (Lublin) |
| 18:00            | Kurzawa 7' · Ćerimagić 42' · Kwiek 83' · Steblecki 90+3' | (1:0) | 90+4' Pich    | Stadion im. Ernesta Pohla, Zabrze Widzów: 13 576 Sędzia: Paweł Gil (Lublin) |

| 30 kwietnia 2016 | Termalica Bruk-Bet Nieciecza | 0:2   | Górnik Łęczna                                                          |                                                                                  |
| 18:00            |                              | (0:1) | 31' Pitry · 88' Świerczok                                              | Stadion Nieciecza KS, Nieciecza Widzów: 3127 Sędzia: Krzysztof Jakubik (Siedlce) |
| 18:00            | Ziajka 56' · Putiwcew 88'    | (0:1) | 35' Božić · 58' Bednarek · 83' Szmatiuk · 86' Świerczok · 90+4' Piesio | Stadion Nieciecza KS, Nieciecza Widzów: 3127 Sędzia: Krzysztof Jakubik (Siedlce) |

| 30 kwietnia 2016 | Korona Kielce                                 | 3:2   | Wisła Kraków                            |                                                                  |
| 20:30            | Cabrera 12' · Wierchaucou 17' · Pilipczuk 65' | (0:0) | 62', 90+1' Pa. Brożek                   | Kolporter Arena, Kielce Widzów: 6479 Sędzia: Piotr Lasyk (Bytom) |
| 20:30            | Fertovs 25' · Pilipczuk 44' · Przybyła 90+3'  | (0:0) | 23' Bałaszow · 36' Głowacki · 72' Jović | Kolporter Arena, Kielce Widzów: 6479 Sędzia: Piotr Lasyk (Bytom) |

| 1 maja 2016 | Jagiellonia Białystok                             | 3:2   | Podbeskidzie Bielsko-Biała             |                                                                              |
| 15:30       | Szymonowicz 32' · Vassiljev 80' · Romanczuk 90+3' | (1:1) | 17' (k.) Mójta · 74' Szczepaniak       | Stadion Miejski, Białystok Widzów: 7453 Sędzia: Daniel Stefański (Bydgoszcz) |
| 15:30       | Romanczuk 90+3'                                   | (1:1) | 41' Deja · 78' Chmiel · 89' Baranowski | Stadion Miejski, Białystok Widzów: 7453 Sędzia: Daniel Stefański (Bydgoszcz) |

### 35. kolejka (6 maja – 8 maja)

#### Grupa A
| 7 maja 2016 | Lechia Gdańsk              | 2:1   | Ruch Chorzów                                             |                                                                      |
| 20:30       | Kuświk 25' · F. Paixão 35' | (2:0) | 56' Podgórski                                            | PGE Arena Gdańsk Widzów: 13 005 Sędzia: Daniel Stefański (Bydgoszcz) |
| 20:30       | Milinković-Savić 56'       | (2:0) | 57' Stępiński · 90' Grodzicki · 90+3' Koj · 90+5' Lipski | PGE Arena Gdańsk Widzów: 13 005 Sędzia: Daniel Stefański (Bydgoszcz) |

| 7 maja 2016 | Cracovia                      | 2:0   | Lech Poznań              | |
| 15:30       | Jendrišek 14' · Budziński 52' | (2:0) |                          | Stadion Cracovii im. Józefa Piłsudskiego, Kraków Widzów: 10 586 Sędzia: Krzysztof Jakubik (Siedlce) |
| 15:30       | Jendrišek 69' · Bejan 86'     | (2:0) | 54' Gajos · 62' Kamiński | Stadion Cracovii im. Józefa Piłsudskiego, Kraków Widzów: 10 586 Sędzia: Krzysztof Jakubik (Siedlce) |

| 8 maja 2016 | Pogoń Szczecin         | 1:3   | Zagłębie Lubin                           |                                                                                         |
| 15:30       | Ricardo Nunes 57'      | (0:0) | 60' Kubicki · 64' Woźniak · 90+1' Piątek | Stadion Miejski im. Floriana Krygiera, Szczecin Widzów: 6523 Sędzia: Paweł Gil (Lublin) |
| 15:30       | Fojut 34' · Matras 66' | (0:0) |                                          | Stadion Miejski im. Floriana Krygiera, Szczecin Widzów: 6523 Sędzia: Paweł Gil (Lublin) |

| 8 maja 2016 | Legia Warszawa                                                  | 4:0   | Piast Gliwice |                                                                                    |
| 18:00       | Lewczuk 28' · Guilherme 45' · Hämäläinen 54' · Nikolić 69' (k.) | (2:0) |               | Stadion Wojska Polskiego, Warszawa Widzów: 29 258 Sędzia: Szymon Marciniak (Płock) |
| 18:00       | 40' Vacek · 81' Sapała                                          | (2:0) |               | Stadion Wojska Polskiego, Warszawa Widzów: 29 258 Sędzia: Szymon Marciniak (Płock) |

#### Grupa B
| 6 maja 2016 | Podbeskidzie Bielsko-Biała         | 1:1   | Korona Kielce   |                                                                                   |
| 18:00       | Baranowski 90+4'                   | (0:1) | 44' Sekulski    | Stadion Miejski, Bielsko-Biała Widzów: 5888 Sędzia: Tomasz Kwiatkowski (Warszawa) |
| 18:00       | Kowalski 24' · Wierietiło 75', 81' | (0:1) | 39' Sylwestrzak | Stadion Miejski, Bielsko-Biała Widzów: 5888 Sędzia: Tomasz Kwiatkowski (Warszawa) |

| 6 maja 2016 | Wisła Kraków               | 1:0   | Jagiellonia Białystok                     | |
| 20:30       | Pa. Brożek 25'             | (1:0) |                                           | Stadion Miejski im. Henryka Reymana, Kraków Widzów: 10 565 Sędzia: Tomasz Wajda (Żywiec) od 36' Tomasz Wajda (Żywiec) |
| 20:30       | Bartosz 42' · Ondrášek 67' | (1:0) | 27' Burliga · 71' Grzyb · 79' Szymonowicz | Stadion Miejski im. Henryka Reymana, Kraków Widzów: 10 565 Sędzia: Tomasz Wajda (Żywiec) od 36' Tomasz Wajda (Żywiec) |

| 7 maja 2016 | Śląsk Wrocław                  | 2:1   | Termalica Bruk-Bet Nieciecza |                                                                        |
| 15:30       | Morioka 18' · Dwali 62' (sam.) | (1:0) | 86' (sam.) Fryc              | Stadion Miejski, Wrocław Widzów: 11 397 Sędzia: Tomasz Musiał (Kraków) |
| 15:30       | Zieliński 85' · Morioka 90+2'  | (1:0) | 84' Kupczak · 90+3' Sołdecki | Stadion Miejski, Wrocław Widzów: 11 397 Sędzia: Tomasz Musiał (Kraków) |

| 7 maja 2016 | Górnik Łęczna                      | 0:0                  | Górnik Zabrze |                                                                          |
| 18:00       |                                    |                      |               | Stadion Górnika, Łęczna Widzów: 5415 Sędzia: Paweł Raczkowski (Warszawa) |
| 18:00       | Świerczok 88' · Mierzejewski 90+3' | 76' Kopacz · 89' Ošs |               | Stadion Górnika, Łęczna Widzów: 5415 Sędzia: Paweł Raczkowski (Warszawa) |

### 36. kolejka (10 maja – 11 maja)

#### Grupa A
| 11 maja 2016 | Lechia Gdańsk                                          | 2:0   | Legia Warszawa                          |                                                                |
| 20:30        | Peszko 35' · Krasić 54'                                | (1:0) |                                         | PGE Arena Gdańsk Widzów: 22 415 Sędzia: Tomasz Musiał (Kraków) |
| 20:30        | Krasić 12' · Wojtkowiak 43' · Chrapek 59' · Peszko 87' | (1:0) | 39', 67' Lewczuk · 90+5' A. Jędrzejczyk | PGE Arena Gdańsk Widzów: 22 415 Sędzia: Tomasz Musiał (Kraków) |

| 11 maja 2016 | Pogoń Szczecin                                | 3:2   | Cracovia                                          |                                                                                                  |
| 20:30        | Kort 30' · Frączczak 73' (k.) · Zwoliński 82' | (1:0) | 64' (sam.) Fojut · 80' Cetnarski                  | Stadion Miejski im. Floriana Krygiera, Szczecin Widzów: 5073 Sędzia: Krzysztof Jakubik (Siedlce) |
| 20:30        | Słowik 90'                                    | (1:0) | 75', 88' Budziński · 75' Jaroszyński · 85' Čovilo | Stadion Miejski im. Floriana Krygiera, Szczecin Widzów: 5073 Sędzia: Krzysztof Jakubik (Siedlce) |

| 11 maja 2016 | Ruch Chorzów | 0:3   | Piast Gliwice                          |                                                                           |
| 20:30        |              | (0:1) | 34' Barišić · 84' Nešpor · 89' Szeliga | Stadion Ruchu, Chorzów Widzów: 7403 Sędzia: Mariusz Złotek (Stalowa Wola) |
| 20:30        | 71' Moskwik  | (0:1) |                                        | Stadion Ruchu, Chorzów Widzów: 7403 Sędzia: Mariusz Złotek (Stalowa Wola) |

| 11 maja 2016 | Zagłębie Lubin                      | 3:0   | Lech Poznań              |                                                                       |
| 20:30        | M. Dąbrowski 50', 68' · Woźniak 88' | (0:0) |                          | Stadion Zagłębia, Lubin Widzów: 9489 Sędzia: Szymon Marciniak (Płock) |
| 20:30        | Guldan 23'                          | (0:0) | 41' Kędziora · 76' Gumny | Stadion Zagłębia, Lubin Widzów: 9489 Sędzia: Szymon Marciniak (Płock) |

#### Grupa B
| 10 maja 2016 | Górnik Łęczna                                            | 5:1   | Podbeskidzie Bielsko-Biała     |                                                                            |
| 20:30        | Pitry 16' · Piesio 37' · Bonin 67', 90+1' · Śpiączka 75' | (2:0) | 80' Deja                       | Stadion Górnika, Łęczna Widzów: 4056 Sędzia: Tomasz Kwiatkowski (Warszawa) |
| 20:30        | Śpiączka 69'                                             | (2:0) | 6' Sokołowski · 46' Baranowski | Stadion Górnika, Łęczna Widzów: 4056 Sędzia: Tomasz Kwiatkowski (Warszawa) |

| 10 maja 2016 | Górnik Zabrze               | 0:0 | Korona Kielce |                                                                                      |
| 20:30        |                             |     |               | Stadion im. Ernesta Pohla, Zabrze Widzów: 18 321 Sędzia: Paweł Raczkowski (Warszawa) |
| 20:30        | Matuszek 36' · Kallaste 39' |     |               | Stadion im. Ernesta Pohla, Zabrze Widzów: 18 321 Sędzia: Paweł Raczkowski (Warszawa) |

| 10 maja 2016 | Jagiellonia Białystok                   | 0:1   | Termalica Bruk-Bet Nieciecza |                                                                              |
| 20:30        |                                         | (0:0) | 80' (sam.) Tarasovs          | Stadion Miejski, Białystok Widzów: 9387 Sędzia: Daniel Stefański (Bydgoszcz) |
| 20:30        | 39' Pleva · 83' Kędziora · 86' Sołdecki | (0:0) |                              | Stadion Miejski, Białystok Widzów: 9387 Sędzia: Daniel Stefański (Bydgoszcz) |

| 10 maja 2016 | Wisła Kraków                             | 1:1   | Śląsk Wrocław |                                                                                               |
| 20:30        | Ondrášek 60'                             | (0:0) | 71' Grajciar  | Stadion Miejski im. Henryka Reymana, Kraków Widzów: 10 398 Sędzia: Łukasz Bednarek (Koszalin) |
| 20:30        | 20' Gecov · 73' Hołota · 90+4' Gosztonyi | (0:0) |               | Stadion Miejski im. Henryka Reymana, Kraków Widzów: 10 398 Sędzia: Łukasz Bednarek (Koszalin) |

### 37. kolejka (14 maja – 15 maja)

#### Grupa A
| 15 maja 2016 | Cracovia                                                                   | 2:0   | Lechia Gdańsk                                                                   |                                                                                                  |
| 18:00        | Cetnarski 9' · Janicki 65' (sam.)                                          | (1:0) |                                                                                 | Stadion Cracovii im. Józefa Piłsudskiego, Kraków Widzów: 12 359 Sędzia: Szymon Marciniak (Płock) |
| 18:00        | Wołąkiewicz 12' · Budziński 63' · Cetnarski 79' · Kapustka 80' · Bejan 86' | (1:0) | 26' Kuświk · 62' Wojtkowiak · 72' Peszko · 80' Stolarski · 84' Milinković-Savić | Stadion Cracovii im. Józefa Piłsudskiego, Kraków Widzów: 12 359 Sędzia: Szymon Marciniak (Płock) |

| 15 maja 2016 | Lech Poznań                           | 3:0   | Ruch Chorzów |                                                                      |
| 18:00        | Jóźwiak 26' · Linetty 81' · Gajos 85' | (1:0) |              | INEA Stadion, Poznań Widzów: 11 319 Sędzia: Marcin Borski (Warszawa) |
| 18:00        | Jóźwiak 63'                           | (1:0) |              | INEA Stadion, Poznań Widzów: 11 319 Sędzia: Marcin Borski (Warszawa) |

| 15 maja 2016 | Legia Warszawa                                       | 3:0   | Pogoń Szczecin |                                                                                        |
| 18:00        | Czerwiński 14' (sam.) · Nikolić 84' · Hämäläinen 86' | (1:0) |                | Stadion Wojska Polskiego, Warszawa Widzów: 29 381 Sędzia: Daniel Stefański (Bydgoszcz) |
| 18:00        | Pazdan 25' · Nikolić 84'                             | (1:0) | 80' Matras     | Stadion Wojska Polskiego, Warszawa Widzów: 29 381 Sędzia: Daniel Stefański (Bydgoszcz) |

| 15 maja 2016 | Piast Gliwice           | 0:1   | Zagłębie Lubin     |                                                                      |
| 18:00        |                         | (0:0) | 26' Papadopulos    | Stadion Miejski, Gliwice Widzów: 9523 Sędzia: Tomasz Musiał (Kraków) |
| 18:00        | Bukata 25' · Nešpor 52' | (0:0) | 73', 78' K. Piątek | Stadion Miejski, Gliwice Widzów: 9523 Sędzia: Tomasz Musiał (Kraków) |

#### Grupa B
| 14 maja 2016 | Korona Kielce         | 1:3   | Jagiellonia Białystok                                   |                                                                        |
| 15:30        | B. Pawłowski 50'      | (0:1) | 33' Mystkowski · 58' P. Frankowski · 76' (k.) Romanczuk | Kolporter Arena, Kielce Widzów: 6313 Sędzia: Sebastian Krasny (Kraków) |
| 15:30        | Gabovs 40' · Diaw 74' | (0:1) | 25', 83' Olszewski · 60' Straus · 65' Mystkowski        | Kolporter Arena, Kielce Widzów: 6313 Sędzia: Sebastian Krasny (Kraków) |

| 14 maja 2016 | Termalica Bruk-Bet Nieciecza | 1:1   | Górnik Zabrze                            |                                                                                    |
| 15:30        | Kędziora 53'                 | (0:1) | 23' Kurzawa                              | Stadion Nieciecza KS, Nieciecza Widzów: 4397 Sędzia: Tomasz Kwiatkowski (Warszawa) |
| 15:30        | Staňo 21' · Biskup 65'       | (0:1) | 24' Kurzawa · 32' Kopacz · 77' Ćerimagić | Stadion Nieciecza KS, Nieciecza Widzów: 4397 Sędzia: Tomasz Kwiatkowski (Warszawa) |

| 14 maja 2016 | Podbeskidzie Bielsko-Biała     | 3:4   | Wisła Kraków                                                |                                                                               |
| 15:30        | Demjan 17' · Štefánik 28', 64' | (2:1) | 20' Pa. Brożek · 52' Boguski · 59' Ondrášek · 66' Mączyński | Stadion Miejski, Bielsko-Biała Widzów: 5650 Sędzia: Marek Opaliński (Legnica) |
| 15:30        | Sloboda 73'                    | (2:1) | 27' Wolski                                                  | Stadion Miejski, Bielsko-Biała Widzów: 5650 Sędzia: Marek Opaliński (Legnica) |

| 14 maja 2016 | Śląsk Wrocław                                | 3:2   | Górnik Łęczna              |                                                                             |
| 15:30        | Morioka 5', 60' · Hołota 58'                 | (1:1) | 20' Pitry · 90+1' Śpiączka | Stadion Miejski, Wrocław Widzów: 13 570 Sędzia: Paweł Raczkowski (Warszawa) |
| 15:30        | Zieliński 83' · Biliński 85' · Pawełek 90+6' | (1:1) |                            | Stadion Miejski, Wrocław Widzów: 13 570 Sędzia: Paweł Raczkowski (Warszawa) |